# Aysha proseni
Aysha proseni är en spindelart som beskrevs av Cândido Firmino de Mello-Leitão 1944. 
Aysha proseni ingår i släktet Aysha och familjen spökspindlar. Inga underarter finns listade.